# Dezvoltare umană
Dezoltarea umană reprezintă o arie a studiului condiției umane, în special din punctul de vedere al capacității economice. Principala metrică pentru determinarea dezvoltării umane într-un stat este indicele de dezvoltare umană, reglementat de Organizația Națiunilor Unite.